# Stare Selo (zámek)
Staroselský zámek (ukrajinsky Старосі́льський за́мок, polsky zamek w Starym Siole je zřícenina hradu přestavěného na zámek rodu Ostrožských (Ostrogských), který se nachází ve stejnojmenné obci ve Lvovské oblasti a Lvovském rajonu na Ukrajině.

## Historie
Původní dřevěný hrad, zmiňovaný roku 1448, byl zničen nájezdy Turků na konci 15. století. Nová stavba vznikla v letech 1584–1589, architektem byl Ambrož Nutclauss zvaný Przychylnym. V letech 1642–1654 byl zámek přestavěn ve stylu východoevropské pozdní renesance. Pozdně renesanční přestavbu realizoval Władysław Dominik Zasławski, jeden z posledních členů rodu Ostrožských. Po jeho smrti roku 1656 začal zámek chátrat, ještě roku 1674 však úspěšně odolal obležení Turky.
Zámek je v havarijním stavu. Roku 2010 byl pronajat soukromé osobě, která s rekonstrukcí nezačala, a tak obec Stare Selo od roku 2015 usiluje o zrušení pronájmu. 